# 法華寺 (高山市)
法華寺（ほっけじ）は、岐阜県高山市にある法華宗陣門流の寺院。山号は常栄山。本尊は十界曼荼羅。

## 歴史
永禄元年（1558年）、日嚢により創建された。寛永10年（1633年）、金森重頼が加藤光広（光正とも）の菩提を弔うために菩提寺とした。

## 文化財
岐阜県指定重要文化財
- 加藤光正遺品膳部 付 蒔絵五段[1]

高山市指定史跡
- 加藤光正墓[2]

## ギャラリー

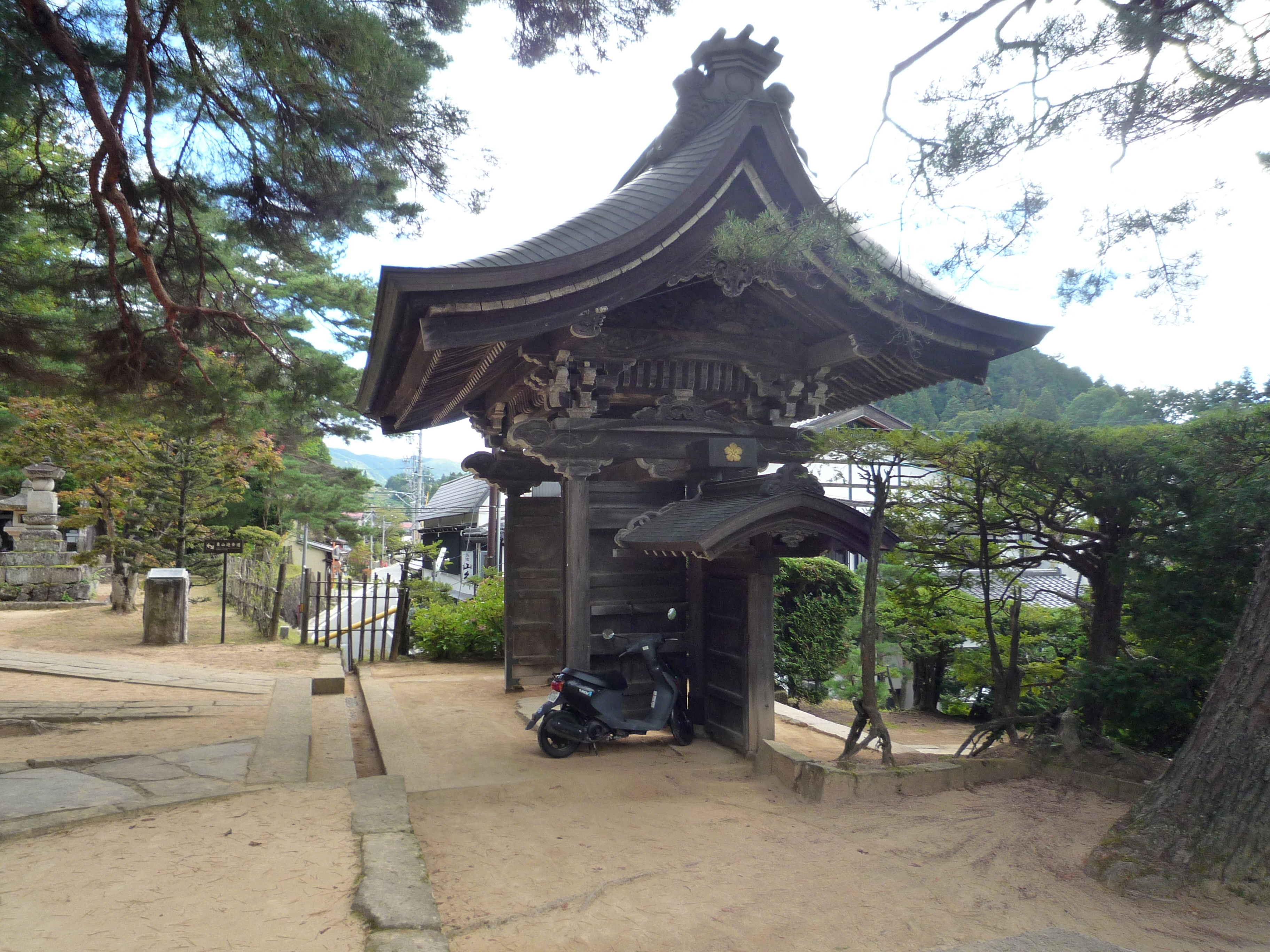
山門
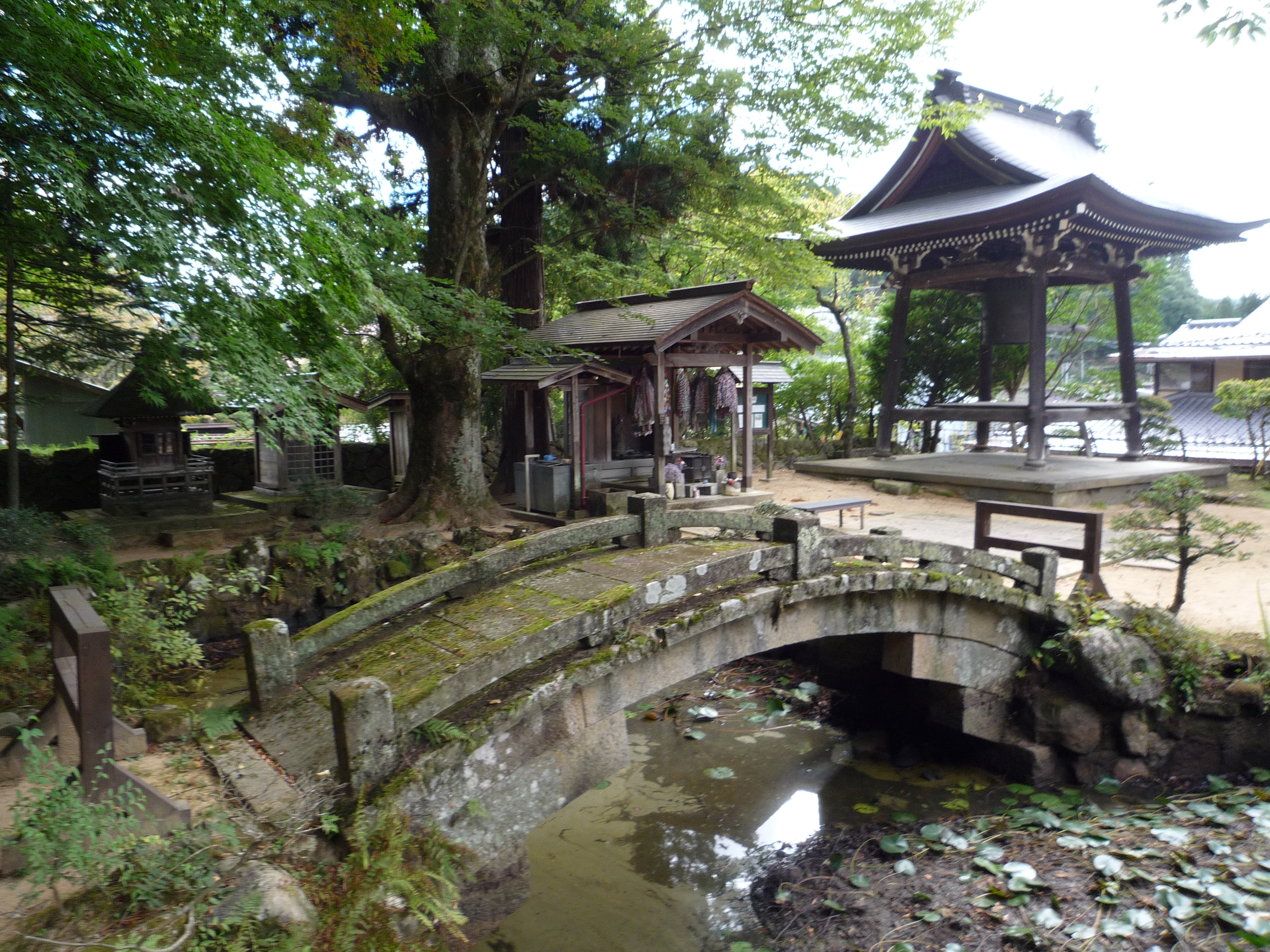
境内